# Кафанска ноћ
Кафанска ноћ је девети музички албум српског певача Шабана Шаулића. Објављен је 1985. године у издању музичке куће Југодиск. На албуму се налази десет песама. Издвојиле су се песме Кафанска ноћ, Гордана, Ноћас ми се с тобом спава и Краљице, срца мога.

## Песме
| Бр. | Назив песме                   | Трајање |
| --- | ----------------------------- | ------- |
| 1.  | Кафанска ноћ                  | 03:37   |
| 2.  | Гордана                       | 03:54   |
| 3.  | Војничка песма                | 03:46   |
| 4.  | Хвала ти за љубав             | 02:51   |
| 5.  | Срећно ти било                | 02:50   |
| 6.  | Ноћас ми се с тобом спава     | 03:33   |
| 7.  | Прикрашћу се теби под прозоре | 04:27   |
| 8.  | Краљице, срца мога            | 03:09   |
| 9.  | То можеш само ти              | 04:07   |
| 10. | Зашто Ибре нема међу нама     | 03:50   |

Информације
- Одговорни уредник: Живадин Јовановић
- Рецензент: Света Вуковић
- Уредник: Шабан Шаулић
- Аранжмани: Драган Стојковић Босанац